# Compagnia del Giura-Sempione

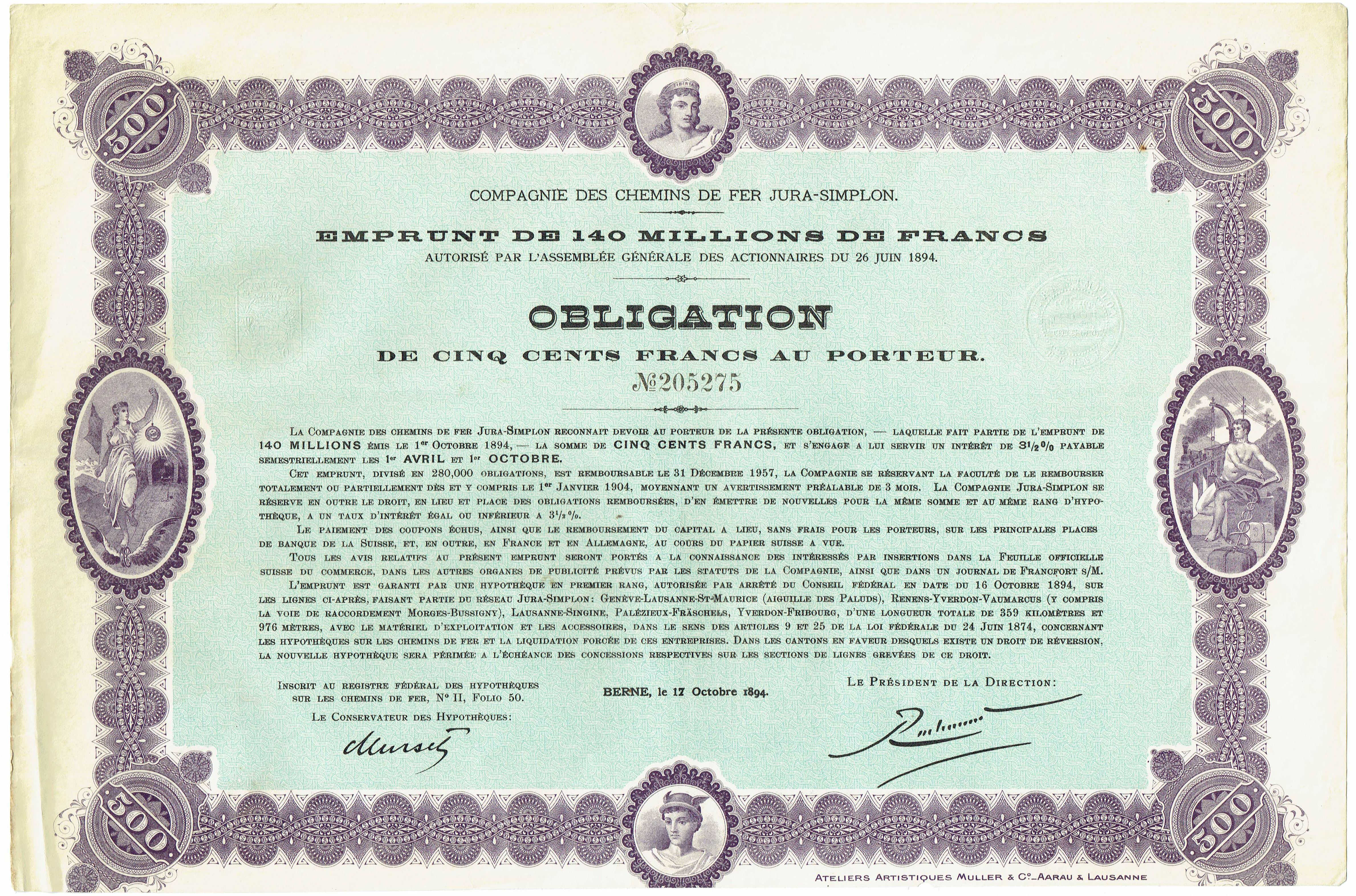
Obbligazione da 500 Franchi della Compagnia del Giura-Sempione emessa il 17 ottobre 1894.

La Compagnia del Giura-Sempione era una società ferroviaria della Svizzera, costituita il 1º gennaio 1890 mediante la fusione delle compagnie Suisse-Occidentale-Simplon (SOS) e Pont-Vallorbe-Bahn e l'anno successivo, il 1º gennaio 1891, della Jura-Bern-Luzern Bahn (JBL) incorporando un complesso di 937 km di linee.
La Jura-Simplon fu determinante nella realizzazione del traforo del Sempione il cui progetto, pur se auspicato dalle precedenti compagnie succedutesi nel tempo, non era stato realizzato per mancanza di fondi sufficienti.
La compagnia, che con la fusione era divenuta la più grande società di trasporti su strada ferrata della Svizzera, subito dopo la sua costituzione, presentò al Consiglio della Confederazione elvetica un progetto completo per la costruzione di un tunnel sotto il monte Leone con cui poter raggiungere il versante italiano. Nel 1895 in seguito alla conclusione degli accordi e delle trattative tra Governo svizzero e Governo italiano, venne firmato un trattato bilaterale con cui venivano stabilite le modalità e le ripartizioni del finanziamento e della costruzione; in seguito a ciò la Compagnia del Jura-Simplon poté iniziare, nel 1898, i lavori per la costruzione dell'allora più lunga galleria del mondo. Da parte elvetica venne erogato un prestito di 60 milioni di franchi, da parte delle banche cantonali di Berna, Vaud, Neuchâtel, Zurigo e Soletta di cui si fece garante lo Stato confederale.
I lavori del traforo del Sempione e della linea internazionale che lo comprendeva vennero rilevati e completati dalle Ferrovie federali svizzere (FFS), subentrate alla compagnia in seguito alla statalizzazione di quest'ultima il 1º maggio 1903.